# Amyna mexicana
Amyna mexicana är en fjärilsart som beskrevs av Embrik Strand 1917. Amyna mexicana ingår i släktet Amyna och familjen nattflyn. Inga underarter finns listade i Catalogue of Life.